# Unity Labour Party
Die Unity Labour Party (ULP) ist eine sozialdemokratische Partei in St. Vincent und den Grenadinen. Die Partei wird von Premierminister Ralph Gonsalves geführt.
Sie gehört zur Permanenten Konferenz politischer Parteien Lateinamerikas und der Karibik (COPPPAL) und ist eine der Parteien im Foro de São Paulo. Von 1994 bis 2014 gehörte die Partei zur Sozialistischen Internationalen.

## Geschichte
Die Partei wurde 1994 aus dem Zusammenschluss der Saint Vincent Labour Party und des Movement for National Unity geformt. Die Parteien hatten bereits vorher in den Wahlen 1994 eine Allianz gebildet und den Wählern versprochen, dass sie nach den Wahlen fusionieren würden egal, wie die Wahl ausgehen. In den Wahlen 1998 erhielt die Partei 54,6 % der Stimmen, aber die New Democratic Party gewann die Mehrheit der Sitze. Der erste Führer der ULP, Sir Vincent Beache, trat nach den Wahlen zurück und wurde durch Ralph Gonsalves abgelöst. In den Wahlen 2001 gewann die ULP erstmals die Mehrheit und gewann zwölf der fünfzehn Sitze. Die Partei gewann erneut die Mehrheit in den Wahlen 2005. Mit einem Ausfall der Wählerunterstützung fiel die Partei 2010 wieder auf 8 von 15 Sitzen im House of Assembly und das Gleiche ereignete sich bei den Wahlen 2015 und bei den Wahlen 2020. Dieses Mal gewann die Partei 9 von 15 Sitzen, aber verlor Stimmen an die New Democratic Party.
Im November 2020 schrieb Ralph Gonsalves, der Premierminister seit 2001, Geschichte durch einen fünften Wahlsieg der ULP in Folge.

## Wahlgeschichte

### House of Assembly elections
| Wahlen      | Parteiführer    | Stimmen | %       | Sitze | ±   | Position | Ergebnis   |
| ----------- | --------------- | ------- | ------- | ----- | --- | -------- | ---------- |
| Wahlen 1998 | Vincent Beache  | 28.025  | 54,6 %  | 7/15  | ▲ 4 | 2.       | Opposition |
| Wahlen 2001 | Ralph Gonsalves | 32,925  | 56,5 %  | 12/15 | ▲ 5 | ▲ 1.     | Mehrheit   |
| Wahlen 2005 | Ralph Gonsalves | 31,848  | 55,26 % | 12/15 |     | 1.       | Mehrheit   |
| Wahlen 2010 | Ralph Gonsalves | 32.099  | 51,11 % | 8/15  | ▼ 4 | 1.       | Mehrheit   |
| Wahlen 2015 | Ralph Gonsalves | 34.246  | 52,28 % | 8/15  |     | 1.       | Mehrheit   |
| Wahlen 2020 | Ralph Gonsalves | 32.353  | 49,58 % | 9/15  | ▲ 1 | 1.       | Mehrheit   |